# Гуцуляк Михайло Васильович
Михайло Гуцуляк (15 липня 1894, с. Новоселиця, тепер Снятинський район, Івано-Франківська область, Україна — 28 вересня 1976, м. Ванкувер, Канада) — український історик та географ, доктор географічних наук, громадський діяч, член ВУАН та Українського історичного товариства, голова осередку Наукового товариства імені Т. Г. Шевченка у Ванкувері.

## Біографія
Михайло Гуцуляк народився 15 липня 1894 року в Галичині у селянській родині.
Початкову освіту здобув у народних школах Новоселиці та Снятина; середню — в гімназіях у Коломиї та Вижниці, закінчивши останню 1916 року.
Вищу освіту здобував на юридичному факультеті у Львівського університету (1916—1918). У цих роках і був членом комітету виконавців Листопадового чину.
За Українсько-польської війни 1918–1919 —хорунжий УГА, а з 26 липня 1919 року — чотар. Потрапив до польського табору інтернованих військ у Тухолі. З початком 1921 року повернувся у Новоселицю.
У 1923–1926 роках продовжував вищу освіту на філософському факультеті Віденського університету, яку й завершив докторатом географічних наук.
З жовтня 1926 викладав історію та географію в Рівненській українській гімназії, яку згодом очолив. На цій посаді перебував до 1939 року. Опісля став керівником торговельних шкіл у Калуші (1941) та Самборі (1944); того ж 1944 року за його ініціативи у Відні відкрито українські гімназії та дві народні школи.
З 1945 по 1948 зі сім'єю перебував у таборах для переміщених осіб у Карлсфельді (під Мюнхеном) та в Берхтесгадені. Улітку 1948 року емігрував разом з родиною до канадського Ванкувера.
У Ванкувері М. Гуцуляк заснував Асоціацію українських вчителів, а 1954 року — «Комітет поширення української книжки». Його стараннями створено відділ (пізніше — осередок) Наукового товариства імені Шевченка, який він і очолював.
Помер 28 вересня 1976 року у Ванкувері.

## Науковий здобуток
Михайло Гуцуляк є автором низки історико-географічних праць з історії та географії Західної України, Канади та Аляски. Написав книгу спогадів, видану у Києві 1993 року його сином Ерастом Гуцуляком.
Основні праці:
- Гуцуляк М. Українець — співтворець кордонів Канади й Аляски [П.Полетика]. — Ванкувер; Торонто, 1967.
- When Russia was in America: The Alaska Boundary Treaty Negotiations, 1824—1825 and the Role of Pierre de Poletica. — 1971.
- Гуцуляк М. Перший листопад 1918 на західних землях України за спогадами і життєписами членів комітету… — Ванкувер, 1973.
- Гуцуляк М. Перший листопад 1918 на західних землях України за спогадами і життєписами членів комітету… — Київ, 1993.
- Гуцуляк М. Про близьке — здалека: Рівенська Укр. Гімназія 1923—1939. — Ванкувер, 1976.
- Гуцуляк М. Чи сказав правду вітер?..: Спомини, писані в Канаді понадвечір життя. — К., 1996.

## Громадська діяльність
Завдяки його старанням у м. Вікторія (Британська Колумбія) встановлено пам'ятник досліднику Канади, українцю Петру Полетиці.
Займався колекціонуванням і власну колекцію творів гуцульського мистецтва заповів Канадському державному музею в Оттаві.

## Сім'я
- Син — Ераст Гуцуляк (1930—2013), український громадський діяч Канади, меценат, Почесний консул України в Канаді.
- Син — Ігор Любомир Гуцуляк, Почесний консул України у Ванкувері.